# 拉普拉斯逆变换
在数学中，函数{\displaystyle F(s)}的拉普拉斯逆变换是一个分段连续的实函数{\displaystyle f(t)}，满足如下性质：
{\displaystyle {\mathcal {L}}\{f\}(s)={\mathcal {L}}\{f(t)\}(s)=F(s),}
其中，{\displaystyle {\mathcal {L}}}表示拉普拉斯变换。
可以证明：如果函数{\displaystyle F(s)}具有拉普拉斯逆变换{\displaystyle f(t)}，则{\displaystyle f(t)}唯一（考虑在勒贝格测度为零的点集上彼此不同的函数）。这个定理由马提亚·莱奇于1903年首先证明，因而称之为莱奇定理。
因其具有的许多性质，正反拉普拉斯变换在线性动态系统的分析中颇有可为。

## 梅林反演公式
拉普拉斯逆变换的积分形式，称为梅林反演公式（英語：Mellin's inverse formula）、布罗米奇积分或傅里叶-梅林积分，由线积分定义：
{\displaystyle f(t)={\mathcal {L}}^{-1}\{F(s)\}(t)={\frac {1}{2\pi i}}\lim _{T\to \infty }\int _{\gamma -iT}^{\gamma +iT}e^{st}F(s)\,ds}
积分路径是复平面中的垂线{\displaystyle Re(s)=\gamma }，其中{\displaystyle \gamma }大于{\displaystyle F(s)}所有奇点的实部，且{\displaystyle F(s)}在积分路径上有界（例如积分路径位于{\displaystyle F(s)}收敛域内）。当所有奇点位于左半平面内，或{\displaystyle F(s)}是整函数时，可以将{\displaystyle \gamma }置零，此时上述积分退化为傅立叶逆变换。
在实践中，复积分的计算可以通过柯西留数定理完成。

## 珀斯特反演公式
拉普拉斯逆变换的微分形式，称为珀斯特反演公式（英語：Post's inversion formula），以数学家埃米尔·珀斯特 (Emil Post)命名， 是一个看似简便但并不常用的拉普拉斯逆变换计算公式。
公式表述如下：设{\displaystyle f(t)}为区间[0, +∞) 的指数阶函数，存在实数b ，使{\displaystyle f(t)}满足：
{\displaystyle \sup _{t>0}{\frac {f(t)}{e^{bt}}}<\infty }
则对于任意{\displaystyle s>b}，{\displaystyle f(t)}的拉普拉斯变换均存在且对于s无限可微。设{\displaystyle F(s)}是{\displaystyle f(t)}的拉普拉斯变换，则{\displaystyle f(t)}可由下式定义：
{\displaystyle f(t)={\mathcal {L}}^{-1}\{F\}(t)=\lim _{k\to \infty }{\frac {(-1)^{k}}{k!}}\left({\frac {k}{t}}\right)^{k+1}F^{(k)}\left({\frac {k}{t}}\right)}
其中{\displaystyle t>0}，{\displaystyle F^{(x)}}是{\displaystyle F}对{\displaystyle s}的k阶导数。
分析公式可以看出，该方法需要计算函数{\displaystyle F(s)}的任意高阶导数，这在大多数应用场景下并不现实。
随着个人计算机的出现，该公式主要用于处理拉普拉斯逆变换的近似或渐近分析，及通过格伦瓦尔德-莱特尼科夫（Grünwald-Letnikov）微积分计算导数。
随着计算科学的进步，珀斯特反演公式引起了人们兴趣，由于其不需要{\displaystyle F(s)}的具体极点坐标，通过数次逆梅林变换，可能实现对黎曼猜想的渐近分析。

## 软件工具
- InverseLaplaceTransform （页面存档备份，存于）：在Mathematica中求拉普拉斯逆变换的解析解
- 使用 Mathematica 中的复数域对拉普拉斯变换进行多精度数值反演 （页面存档备份，存于）[4]
- ilaplace （页面存档备份，存于）：在MATLAB中求拉普拉斯逆变换的解析解
- Matlab 中拉普拉斯变换的数值反演
- Matlab中基于集中矩阵指数函数的拉普拉斯变换数值反演 （页面存档备份，存于）